# Jean Fouquet
Jean Fouquet (Tours, 1420–1481) foi o mais importante pintor francês do século XV do começo do Renascimento. Era um mestre na criação de painéis e iluminuras e renovou a pintura francesa no século XV.
Formado na tradição francesa do Gótico Internacional, desenvolveu um novo estilo integrando as fortes tonalidades cromáticas do gótico, com a perspectiva e os volumes italianos, assim como a inovação naturalista dos artistas flamengos. Suas obras-primas são o Díptico de Melun e as iluminuras do Livro de Horas de Étienne Chevalier. Muito reconhecido em seu tempo, depois sua obra foi esquecida até sua redescoberta no século XIX pelos românticos franceses e alemães, interessados na arte medieval. Sua importância como pintor foi reconhecida quando a Biblioteca Nacional de Paris montou uma exibição de suas obras em 1902, trazendo-as de várias partes da Europa. O Museu Condé, em Chantilly, guarda várias de suas iluminuras.
Pouco se sabe sobre sua vida, mas é certo que esteve na Itália, onde elaborou um retrato para o Papa Eugênio IV. Lá conheceu Fra Angelico.  Em Florença, pôde analisar a maestria de Filippo Brunelleschi e Donatello. Também seguramente conheceu Masaccio, Paolo Uccello e Piero della Francesca. Em Pádua, encontrou-se com Castagno e em Veneza com Jacopo Bellini, e recebeu influências dos artistas da Toscana. Segundo Giorgio Vasari, foi um artista muito admirado na Itália. Adicionou a isso à inspiração dos Van Eycks, que foram a base do século XV na arte francesa. Ele foi o pintor da corte de Luís XI.
Seus desenhos eram cuidadosamente pensados de antemão. Conhecia os aspectos técnicos necessários para captar a atenção do espectador mediante una composição que se baseava em círculos, na Proporção áurea e em polígonos regulares.
Em 1450 pintou sua obra-prima, o Díptico de Melun. Nele, mesclou a arte flamenga, gótica e italiana. Na parte esquerda está aquele que encomendou a obra e a Virgem na parte direita. Acredita-se que a modelo da Virgem tenha sido Agnès Sorel, amante do Rei Carlos VII, e uma das mulheres mais lindas da França, de quem a pessoa que encomendou a obra era amigo. A obra foi posta na capela de Agnès, provavelmente acreditando-se que facilitaria sua chegada ao céu. O seio desnudo simboliza Maria como a mãe da Humanidade. Os dois painéis foram separados e vendidos separadamente durante a Revolução Francesa. A parte esquerda se encontra hoje na Gemäldegalerie, em Berlim.

## Obras
- Díptico de Melun